# جلح (كشر)

تعديل مصدري - تعديل

جلح هي إحدى قرى عزلة العبيسه+العبادلة بمديرية كشر التابعة لمحافظة حجة، بلغ تعداد سكانها 550 نسمة حسب تعداد اليمن لعام 2004.